# 九江铁路
九江铁路，是自吉林省吉林市北郊的一条铁路联络线，起自长图铁路新九站站，终至长图铁路江密峰站。全长25.7km。

## 线路
从新九站站出岔，向东延伸，跨松花江，沿牤牛河北岸台地走行，与龙舒铁路的棋盘站相交，至江密峰站。是长图铁路不经过吉林市区、吉林站、龙潭山站的捷径线路。长图铁路的货运列车经此线走行。
线路为国铁II级，最小曲线半径400米，最大限制坡度10‰，到发线有效长650米，桥梁荷载为中22级。大桥2座，延长643.6m；中小桥6座，延长142.6m；涵渠105座，延长1468m；铺轨33.530km，其中站线6.820m。
棋盘站是吉林铁路枢纽的主要编组站，纵列式二级四场。吉林机务段、吉林车辆段已经迁至棋盘站。
九站（新九站）至棋盘站区间，运行长图铁路通过车流、吉林北站与龙潭山站发往长春的直通货车、即将建成的吉林枢纽西环线通往沈吉铁路的到发车流，舒兰发往长春的直通货车，以及吉林站到哈尔滨、舒兰方向的旅客列车，而目前该单线区间能力不足，将增减二线并规划建第三线。
棋盘站至江密峰站17.4km单线区间，图们方向货车流饱和，通过能力不足，需增建二线。

## 历史
铁道部1965年批准建设九江联络线。1966年，吉林铁路局勘测设计所对该线路进行勘测设计。1967年铁道部批复设计方案。1967年8月完成九棋段施工设计。1969年12月完成棋江段施工设计。九江线会战指挥部统一领导指挥施工：
- 九江线松花江大桥：1968年2月12日开工。
- 0.700km-6.980km及新九站站场改建：吉林铁路局工程处第一工程段施工。
- 6.980km-9.540km及龙舒线改线、棋盘站站场新建：吉林铁路局第二线路大修队施工。
- 9.540km-26.710km及江密峰站站场改建：

总投资10 565万元。1971年3月31日验收合格。1971年8月1日正式运营。